# Poil de chameau

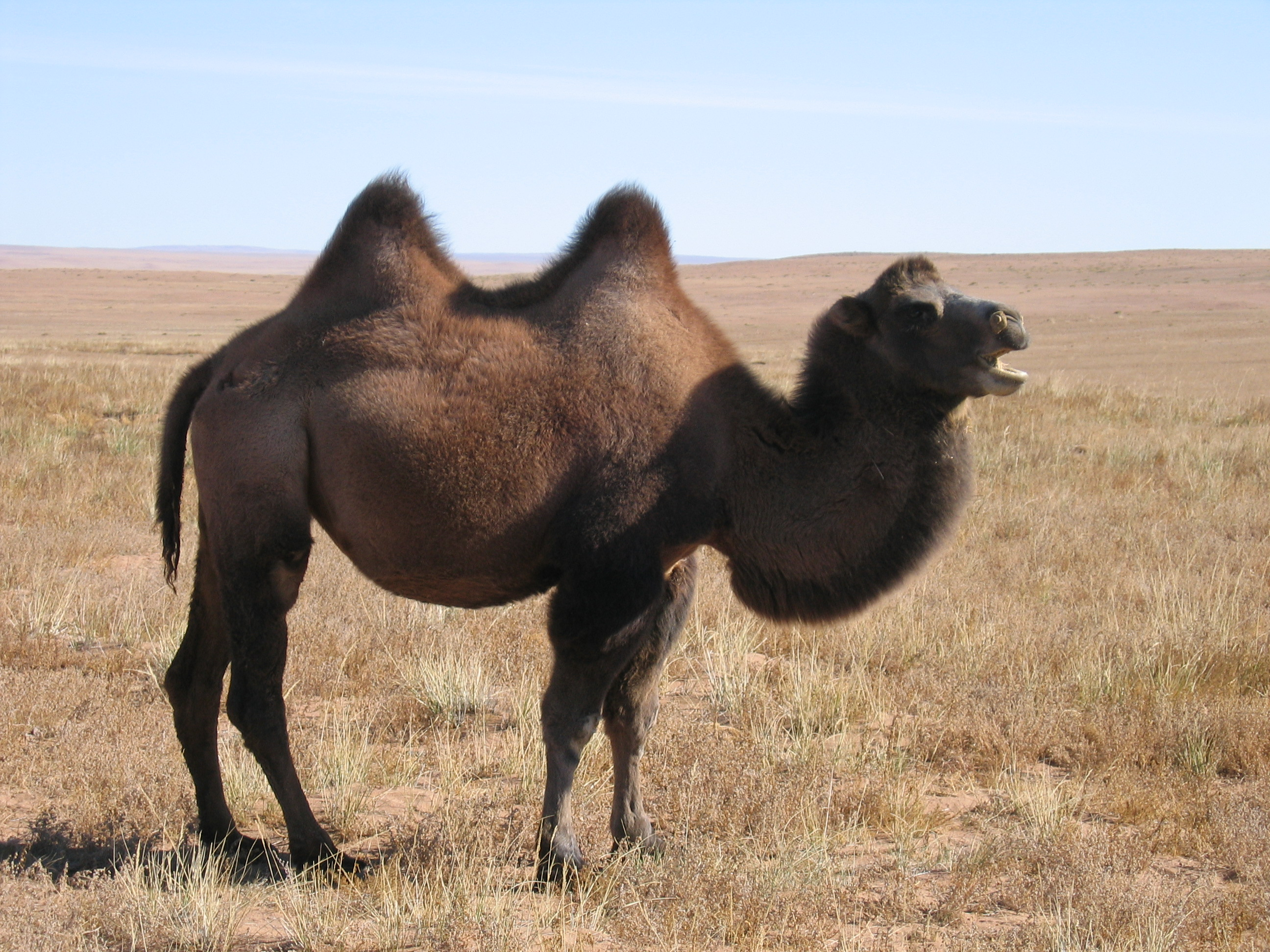
Chameau

Le poil de chameau est un tissu fabriqué en poils de chameau, « par extension, une étoffe de laine souple et douce » (Trésor de la langue française).
La couleur poil de chameau est un brun-beige (couleur du tissu de poil de chameau brut ou beige).

## Tissu

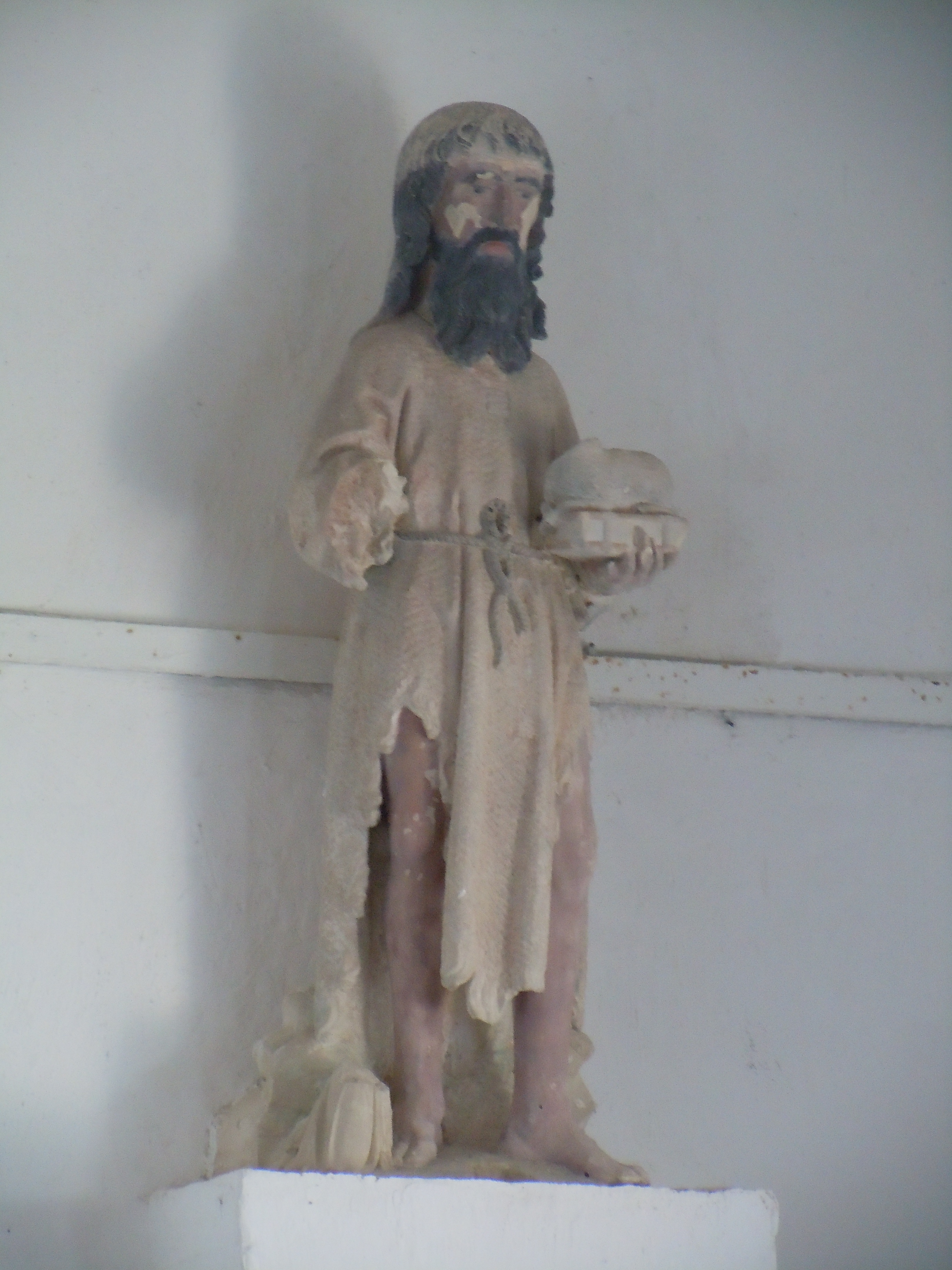
Représentation de saint Jean Baptiste vêtu d'une tunique de poil de chameau

Le commerce avec l'Orient a pu faire connaître le tissu de poil de chameau en Europe depuis l'époque des Croisades. On en trouve trace dans les récits de divers voyageurs depuis au moins 1575, et en commentaire aux récits bibliques. Le Mercure galant en mentionne trois ballots pris à un vaisseau anglais en 1595.
Selon Furetière (1701), le camelot est une « étoffe faite ordinairement de poil de chèvre, avec laine ou soie », mais qui, d'après son nom, devait être faite à l'origine de poil de chameau ; par ailleurs, « le poil de chameau sert à plusieurs ouvrages et étoffes ». Richelet (1706) appelle chameau, exclusivement, le tissu de poil de chameau. Bien que le tissu de poil de chameau fasse l'objet d'un commerce avec l'Orient, le tissu vendu en Europe peut n'en être qu'une imitation. Pour La Bédolière, écrivant en 1858, le tissu de poil de chameau s'appelait, au XIIIe siècle, le « camelin ».
Avec la conquête de l'Algérie à partir de 1830, les Français vont devenir plus familiers avec le tissu de poils de chameau, qui revient souvent dans les descriptions des Algériens, particulièrement de leurs burnous et de leurs tentes. Le tissu est d'abord donné pour grossier, conformément à l'idée que les conquérants ont des « indigènes » ; mais, vers 1855, on s'aperçoit qu'il y a des tissus de poil de chameau de qualité supérieure. Vers la même époque, un industriel, Davin, met en œuvre des procédés nouveaux pour fabriquer du tissu de poil de chameau, vendu en France et en Algérie.

« Le poil de chameau proprement dit, nommé quelquefois gingerline, et employé en général à des articles communs, quoiqu'il contienne des fibres très fines susceptibles de donner de beaux produits lorsqu'elles sont triées avec soin, vient de l'Afrique, de l'Inde, de la Perse et de l'Arabie »

— 
Fabrication des étoffes, 1866.
Cependant, « la toison (...) de la chèvre angora sert à confectionner les lustrines, les camelots et les filets turcs, lesquels passent dans le commerce sous le titre de mohair ou poil de chameau » 
On fabrique aussi à cette époque des pinceaux pour l'aquarelle en poils de chameau.

## Couleur

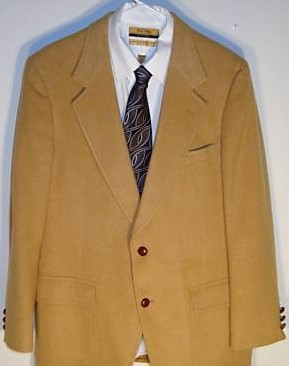
Veste poil de chameau, 2014

La couleur poil de chameau est attestée en 1870 comme une nuance de brun.
La représentation artistique de Saint Jean Baptiste en tunique de poil de chameau, conformément à l'Évangile, peut avoir influencé l'interprétation de la couleur.
Elle semble avoir évolué vers des teintes plus claires.